# 117156 Altschwendt
Altschwendt (asteróide 117156) é um asteróide da cintura principal, a 2,4020495 UA. Possui uma excentricidade de 0,0838757 e um período orbital de 1 550,71 dias (4,25 anos).
Altschwendt tem uma velocidade orbital média de 18,39411856 km/s e uma inclinação de 3,17652º.
Este asteróide foi descoberto em 23 de Agosto de 2004 por W. Ries.